# 黄白問答
『黄白問答』（こうはくもんどう）は、新井白石の質問に野宮定基が答えた問答。黄門白石問答（こうもんはくせきもんどう）の略で、新野問答・野宮問答・野荒問答・有職問答・君美問答とも称される。
上巻は官職や荘園制などについての質問および装束の故実、下巻はもっぱら装束の故実を記しており、全体を見ると装束書的な性格が強い。